# Glyptelasma hamatum
Glyptelasma hamatum är en kräftdjursart som först beskrevs av William Thomas Calman 1919.  Glyptelasma hamatum ingår i släktet Glyptelasma och familjen Poecilasmatidae. Inga underarter finns listade i Catalogue of Life.